# Dicrotendipes schoutendeni
Dicrotendipes schoutendeni är en tvåvingeart som först beskrevs av Maurice Emile Marie Goetghebuer 1936.  Dicrotendipes schoutendeni ingår i släktet Dicrotendipes och familjen fjädermyggor. Inga underarter finns listade i Catalogue of Life.